# Epideira flindersi
Epideira flindersi é uma espécie de gastrópode do gênero Epideira, pertencente à família Horaiclavidae.